# Tüwschrüülech

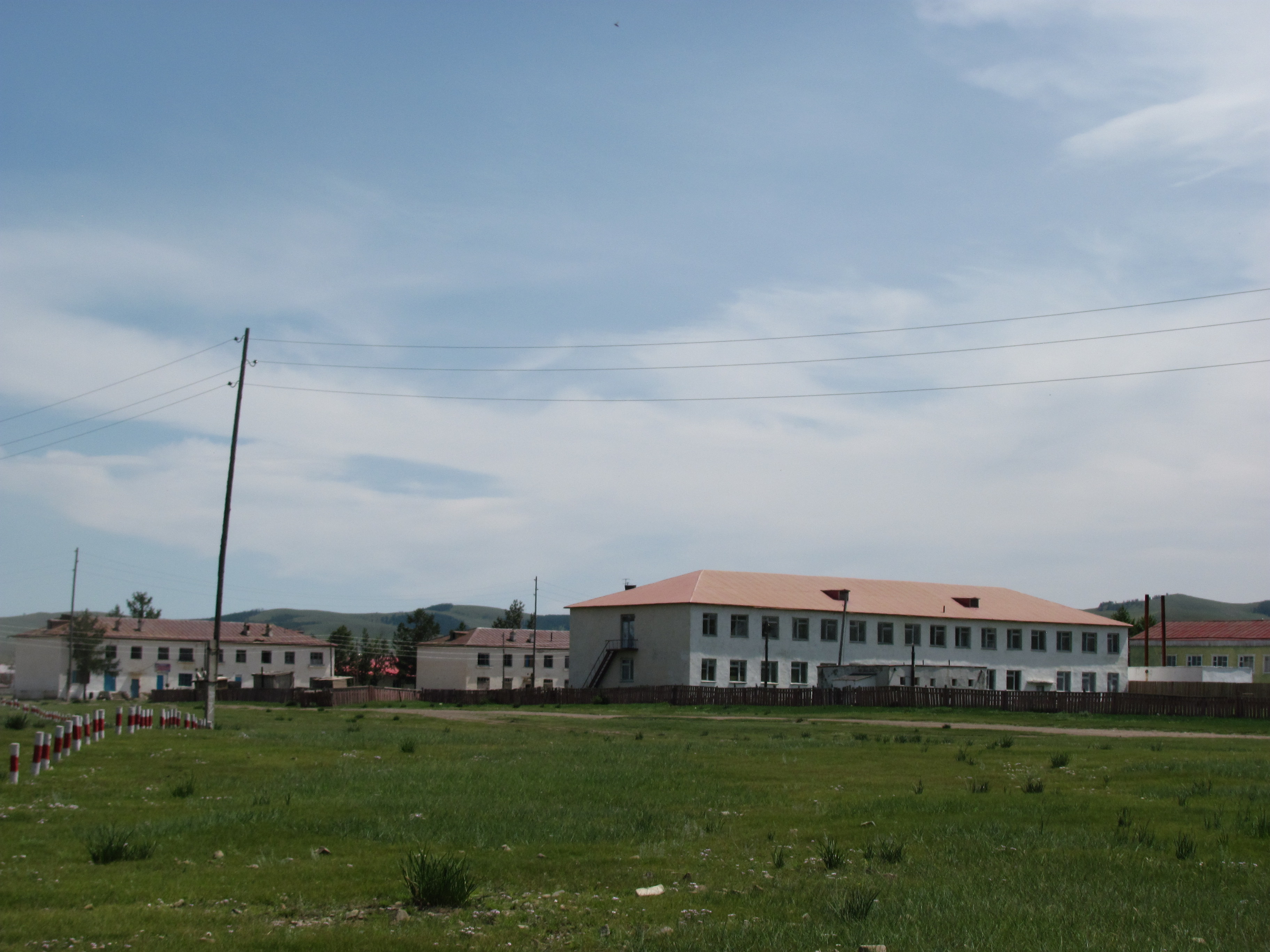
Schulzentrum

Die Stadt Tüwschrüülech (mongolisch Түвшрүүлэх) liegt in der Mitte der Mongolei in der Provinz (Aimag) Archangai. Sie ist Sitz der Verwaltung des gleichnamigen Landkreises (Sum). Der offizielle Name der Stadt, Tawanbulag, ist vielen Mongolen nicht geläufig, da in der Mongolei der Name der Kreisstadt üblicherweise identisch mit dem Namen des Sum ist, von denen es in der Mongolei 330 gibt.

## Lage und Größe
Der 1200 km² große Sum Tüwschrüülech zählt 2.927 Einwohner (Stand: Ende 2020). 2009 betrug die Einwohnerzahl 3.438 (hauptsächlich Chalcha), von denen 1869 in der Stadt Tüwschrüülech lebten. Damit war Tüwschrüülech die zweitgrößte Stadt des Aimags. Die Stadt liegt 44 km südöstlich von Tsetserleg, der Hauptstadt des Aimags. Etwa 30 km südöstlich von Tüwschrüülech liegt Karakorum, die ehemalige Hauptstadt der Mongolei und eine der Hauptsehenswürdigkeiten des Landes. Im Süden der Stadt liegt der Khangai Nuruu Nationalpark. Die Stadt liegt auf einer Höhe von 1620 Metern.

## Einrichtungen
Als Kreisstadt ist Tüwschrüülech Sitz verschiedener Behörden und mehrerer Schulen, deren Gebäude das Stadtbild maßgeblich prägen. Tankstellen sowie Einkaufsmöglichkeiten zur Deckung des alltäglichen Bedarfs sind vorhanden. Über eine Piste ist die Stadt mit der Asphaltstraße verbunden, die von Ulaanbaatar, der Hauptstadt der Mongolei, nach Tsetserleg führt.